# بار هیل
بار هیل (به انگلیسی: Bar Hill) یک روستا و محله مدنی در بریتانیا است که در سوت کمبریج‌شر واقع شده‌است. بار هیل ۴٬۰۳۲ نفر جمعیت دارد.